# Imad Mughniyya
Imad  Mughniyya (arabisch عماد فايز مغنية, DMG ʿImād Fāyiz Muġniyya; * 7. Dezember 1962 in Tair Dibba im Libanon, auch Imad Mugnijeh; † 12. Februar 2008 in Damaskus, Syrien) war ein führendes Mitglied im Nachrichtendienst der libanesischen Terrororganisation Hisbollah. Alternativ wurde er als der Kopf der Sicherheitseinheit und Mitbegründer der Hisbollah angesehen. Er war Schiit und benutzte das Pseudonym Haddsch Radwan (حج رضوان, DMG Ḥaǧǧ Raḍwān). Mughniyya wurde in der Liste des Rates der Europäischen Union für Terroristen geführt.

## Leben
Bevor er zur Hisbollah stieß, war er als Teenager in den 1970er-Jahren in der Force 17, der Eliteeinheit der Fatah, Mitglied. Daraufhin war Mughniyya in den 1980er- und 1990er-Jahren in zahlreiche Terroranschläge verwickelt, vorwiegend gegen US-amerikanische und israelische Ziele.
Diese betrafen den Bombenanschlag vom 18. April 1983 auf die US-Botschaft in Beirut im Libanon, bei dem 63 Menschen getötet wurden. Mughniyya wurde der Mitwirkung an den simultanen Autobombenanschlägen vom 23. Oktober 1983 auf französische Fallschirmjäger und Kasernen von US-Marineinfanterie beschuldigt. Bei den Angriffen wurden 58 französische Soldaten und 241 US-Marineinfanteristen getötet. Fast ein Jahr später, am 20. September 1984, wurde ihm vorgeworfen, ein Nebengebäude der US-Botschaft angegriffen zu haben. Die USA klagten ihn der Entführung des Flugs TWA 847 am 14. Juni 1985 an, bei dem ein US-Marineinfantrist getötet wurde. Er wurde auch mit vielen Entführungen von Menschen aus der westlichen Welt in Beirut in den 1980er-Jahren in Verbindung gebracht. Einige dieser Personen wurden später umgebracht, so etwa der CIA-Agent William F. Buckley. Alle anderen wurden zu verschiedenen Zeitpunkten freigelassen, der letzte im Jahr 1991.
Der israelische Geheimdienst machte ihn zudem für die Entführung von Ehud Goldwasser und Eldad Regev, zweier israelischer Soldaten, im Sommer 2006 verantwortlich, die als Begründung für den Libanonkrieg im Jahr 2006 angegeben wird.
Der deutsche Journalist Bruno Schirra beschreibt Mughniyya in seinem Buch Iran – Sprengstoff für Europa ausführlich als den „Mastermind des schiitischen Terrorismus“. Das FBI führte ihn auf der Liste der 22 meistgesuchten Terroristen. 25 Mio. US-Dollar wurden auf seinen Kopf ausgesetzt – tot oder lebendig. „Niemand hat nach dem 2. Weltkrieg bei Terroranschlägen mehr Juden getötet als Imad Mughniyya“, zitiert Schirra einen westlichen Hisbollah-Experten.

## Verbindungen zu al-Qaida
Über Mughniyya wurde bekannt, dass er auch Kontakte zum Al-Qaida-Netzwerk hatte. Ali Muhammad, ein Al-Qaida-Funktionär, hatte nach eigener Aussage ein Treffen zwischen Mughniyya und Al-Qaida-Funktionären im Jahre 1993 arrangiert. Auch später wurde verschiedentlich über Geheimtreffen spekuliert. Ein in Folge nachweisliches Zusammenwirken der sunnitischen Terrororganisation al-Qaida mit der verfeindeten schiitischen Hisbollah wurde jedoch nicht publik.

## Tod
Am 12. Februar 2008 wurde Mughniyya bei einem durch die CIA in Zusammenarbeit mit dem Mossad initiierten Autobombenanschlag im Stadtteil Kfar Souseh in Damaskus getötet.